# Reeder (Észak-Dakota)
Reeder város az USA Észak-Dakota államában,  Adams megyében. Lakosainak száma 125 fő (2020. április 1.).

## Népesség
A település népességének változása:

| 2010 | 162 |
| 2020 | 125 |